# Wojny (Varmie-Mazurie)
Pour les articles homonymes, voir Wojny.
Wojny est un village polonais de la gmina de Biała Piska, dans le powiat de Pisz, voïvodie de Varmie-Mazurie, au nord-est du pays.
Il est situé à environ 26 km à l'est de Pisz et à 113 km à l'est de la capitale régionale Olsztyn.
Sa population est d'environ 60 habitants.